# خربة عتير
خربة عتير تقع على بعد 5 كم جنوب بلدة السموع من محافظة الخليل وقد احتلت عام 1948 بالتالي تعد من إسرائيل وفق الاعتراف الدولي، وهي اراضي زراعية خصيبة تمتد حتى رأس النقب.

## تاريخ الخربة

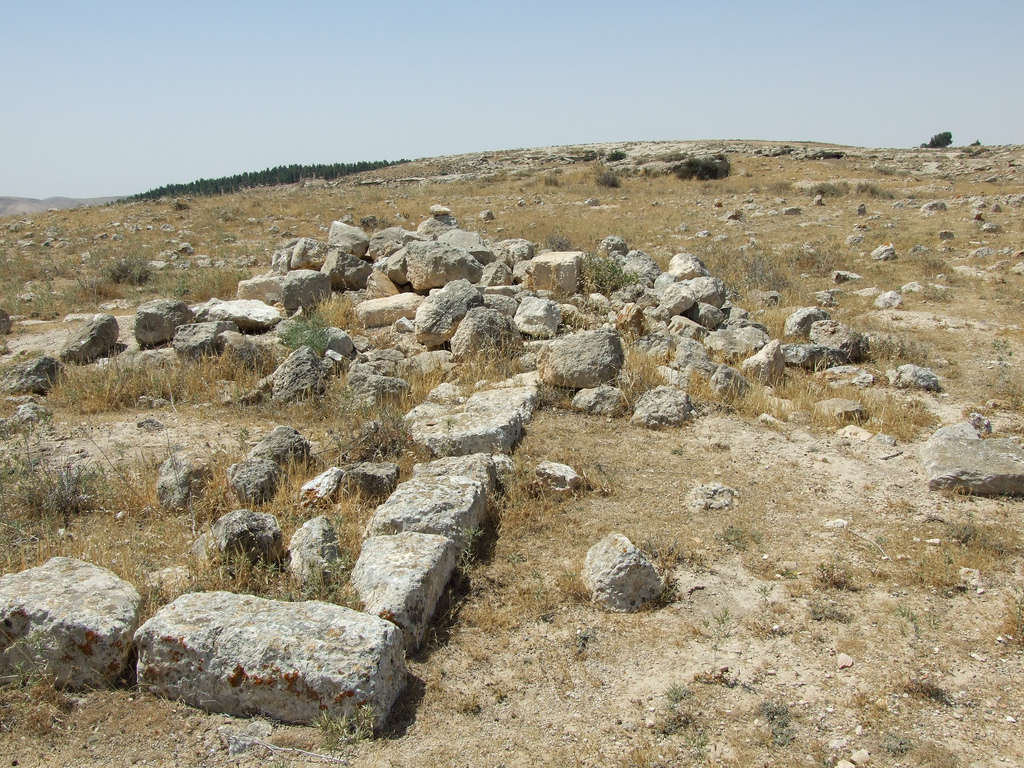
مقام قديم في عتير

سكنت الخربة منذ مئات السنين وقد عرفت أيام الرومان باسم آيثيرا iethira وبها معصره واساسات أبنية ومغاور قبور وتيجان أعمدة ومقام وبعد احتلالها اقيمت فيها مستوطنة يتير كما يوجد فيها احراش سرو وصنوبر وبعد بناء الجدار العازل أصبحت معزولة بالكامل.

## المناخ والطبيعة
المناخ في المنطقة شبه قاحل مع هطول الأمطار بين 250-400 ملم وترتفع ما بين 400-900 متر فوق مستوى سطح البحر، وأحيانا تسقط الثلوج على القمم العالية في الشتاء وقد كانت هذه المنطقة دائما بيئة لعدة أنواع من الحيوانات بسبب الحقول الزراعية وعددا من الحيوانات التي هي في خطر الانقراض مثل حمامة الصخور، الصقر الأحمر والنسر الذهبي.